# 마크 뉴슨

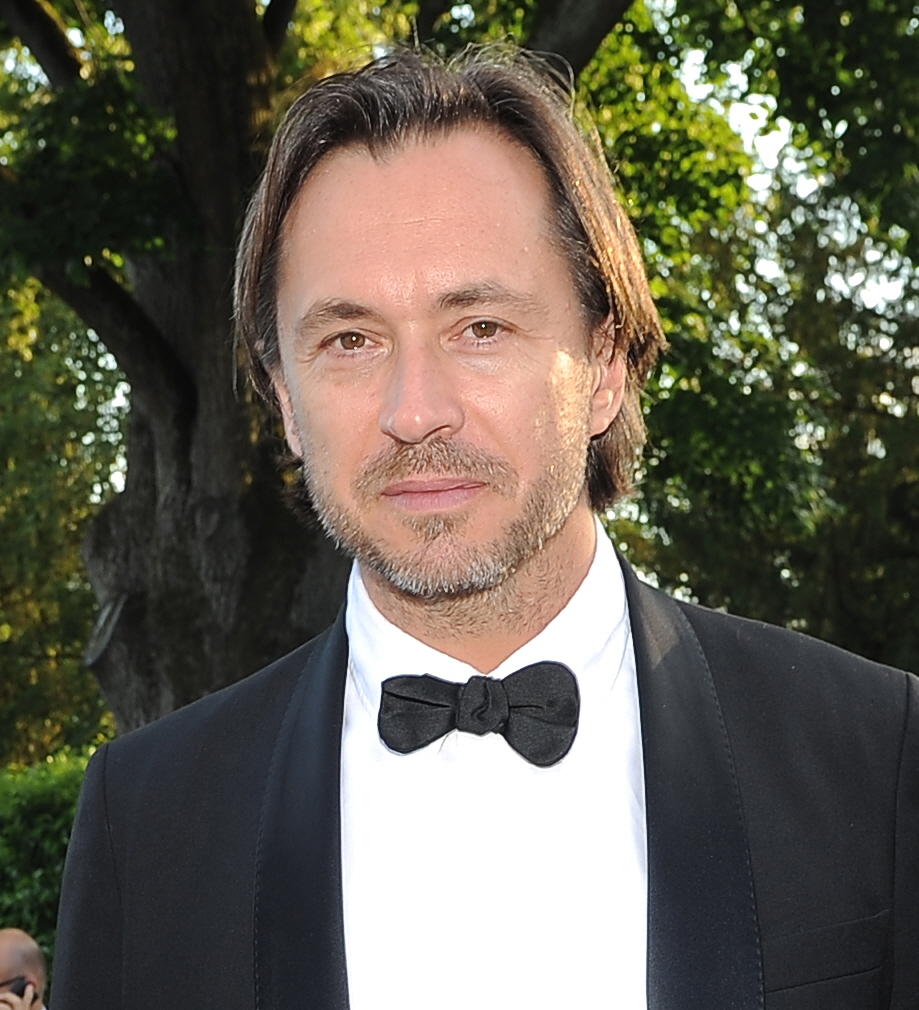

마크 앤드류 뉴슨(Marc Andrew Newson, CBE RDI, 1963년 10월 20일 ~ )은 호주의 산업 디자이너, 크리에이티브 디렉터, 예술가로 거의 40년 동안 가구, 제품, 운송 디자인, 명품, 패션, 미술. 그의 작품은 주로 부드러운 기하학적 선, 유기적인 형태, 날카로운 모서리의 부재, 투명성과 반투명성을 사용하는 것이 특징이다.
뉴슨의 록히드 라운지 의자는 살아있는 디자이너의 작품 경매에서 최고가 기록을 보유하고 있다. 디자인 평론가인 앨리스 로우스톤(Alice Rawsthorn)은 뉴슨을 "그 세대의 가장 영향력 있는 디자이너 중 한 명"이라고 불렀고, 동료 디자이너 조너선 아이브는 그를 "지금은 상당히 독보적인" 사람이라고 묘사했다.